# Großer Preis von Ungarn 2020
Der Große Preis von Ungarn 2020 (offiziell Formula 1 Aramco Magyar Nagydíj 2020) fand am 19. Juli auf dem Hungaroring in Mogyoród statt und war das dritte Rennen der Formel-1-Weltmeisterschaft 2020.

## Bericht

### Hintergründe
Nach dem Großen Preis der Steiermark führte Valtteri Bottas in der Fahrerwertung mit sechs Punkten vor Lewis Hamilton und mit 17 Punkten vor Lando Norris. In der Konstrukteurswertung führte Mercedes mit 41 Punkten vor McLaren und mit 53 Punkten vor Red Bull Racing.
Beim Großen Preis von Ungarn stellte Pirelli den Fahrern die Reifenmischungen P Zero Hard (weiß, Mischung C2), P Zero Medium (gelb, C3) und P Zero Soft (rot, C4) sowie für Nässe Cinturato Intermediates (grün) und Cinturato Full-Wets (blau) zur Verfügung. Aus logistischen Gründen erhielten alle Fahrer die gleiche Anzahl an Reifensätzen in den jeweiligen Härtegraden, die Abgabe unterschiedlicher Bestellungen war nicht möglich. Jeder Fahrer hatte somit acht Sätze der Soft-, drei Sätze der Medium- und zwei Sätze der Hard-Mischung.
Aufgrund der COVID-19-Pandemie fand der Große Preis von Ungarn unter strikten Sicherheits- und Hygieneregeln statt. So waren keine Zuschauer zugelassen, außerdem musste jede Person, die sich im Fahrerlager aufhielt, spätestens alle fünf Tage auf das Virus SARS-CoV-2 getestet werden. Im Vorfeld des Rennens wurden zwei Personen, die bei den vorherigen Rennen nicht anwesend waren, positiv auf das Virus getestet und anschließend isoliert.
Pierre Gasly bestritt seinen 50. Grand Prix.
Mit Hamilton (siebenmal), Sebastian Vettel (zweimal), Kimi Räikkönen und Daniel Ricciardo (jeweils einmal) traten vier ehemalige Sieger zu diesem Grand Prix an.
Als Rennkommissare für dieses Rennwochenende fungierten Gerd Ennser (DEU), Loïc Bacquelaine (BEL), Derek Warwick (GBR) und Lajos Herczeg (HUN).

### Training
Im ersten freien Training fuhr Hamilton mit einer Rundenzeit von 1:16,003 Minuten die Bestzeit vor Bottas und Sergio Pérez.
Im zweiten freien Training, das bei nassen Streckenverhältnissen abgehalten wurde, war Vettel in 1:40,464 Minuten Schnellster vor Bottas und Carlos Sainz jr. Nur 13 der 20 Fahrer fuhren eine gezeitete Runde.
Im dritten freien Training war Bottas in 1:15,437 Minuten Schnellster vor Hamilton und Pérez.

### Qualifying
Das Qualifying bestand aus drei Teilen mit einer Nettolaufzeit von 45 Minuten. Im ersten Qualifying-Segment (Q1) hatten die Fahrer 18 Minuten Zeit, um sich für das Rennen zu qualifizieren. Alle Fahrer, die im ersten Abschnitt eine Zeit erzielten, die maximal 107 Prozent der schnellsten Rundenzeit betrug, qualifizierten sich für den Grand Prix. Die besten 15 Fahrer erreichten den nächsten Teil. Pérez war Schnellster. Die Alfa-Romeo- und Haas-Piloten sowie Daniil Kwjat schieden aus.
Der zweite Abschnitt (Q2) dauerte 15 Minuten. Die schnellsten zehn Piloten qualifizierten sich für den dritten Teil des Qualifyings und mussten mit den hier verwendeten Reifen das Rennen starten, alle anderen hatten freie Reifenwahl für den Rennstart. Die Mercedes- und Racing-Point-Piloten fuhren ihre schnellste Rundenzeit auf der Medium-Reifenmischung, alle anderen auf Soft. Hamilton war Schnellster. Die Williams- und Renault-Piloten sowie Alexander Albon schieden aus.
Der letzte Abschnitt (Q3) ging über eine Zeit von zwölf Minuten, in denen die ersten zehn Startpositionen vergeben wurden. Gasly konnte wegen eines technischen Defektes an diesem Segment nicht teilnehmen. Hamilton fuhr mit einer Rundenzeit von 1:13,447 Minuten die Bestzeit vor Bottas und Lance Stroll. Es war die 90. Pole-Position für Hamilton in der Formel-1-Weltmeisterschaft, davon die siebte beim Großen Preis von Ungarn.

### Rennen
Vor dem Rennen regnete es, sodass die Strecke nass war. Auf dem Weg in die Startaufstellung rutschte Verstappen in die Streckenbegrenzung, dabei wurden Frontflügel und Radaufhängung seines Fahrzeugs beschädigt. Er fuhr dennoch zu seinem Startplatz, wo die Mechaniker den Schaden bis zum Rennstart reparierten.
Da die Strecke beim Start noch nass war, gab die Rennleitung den Fahrern freie Reifenwahl. Kevin Magnussen verwendete zunächst Full Wets, alle übrigen Piloten Intermediates. Am Ende der Einführungsrunde fuhren die beiden Haas-Piloten Grosjean und Magnussen in die Boxengasse und wechselten auf Trockenreifen. Hamilton blieb beim Start in Führung. Die Fahrer auf den geraden Startpositionen starteten schlechter, da die Strecke dort noch deutlich nasser war. Hinter Hamilton lagen Stroll, Verstappen, Vettel und Leclerc.
Bereits nach der ersten Runde fuhren weitere Piloten an die Box, um auf Trockenreifen zu wechseln. Nach den Reifenwechseln führte Hamilton vor Verstappen, Magnussen, Romain Grosjean, Stroll, Charles Leclerc, Bottas, Vettel und Albon. Nicholas Latifi kollidierte in der Boxengasse mit Sainz jr., wobei er einen Reifenschaden erlitt. Er drehte sich in der ersten Kurve und musste in langsamer Fahrt an die Box zurückfahren. Die Rennleitung sprach eine Fünf-Sekunden-Zeitstrafe gegen Latifi aufgrund einer unsicheren Freigabe aus.
Grosjean konnte das Tempo an der Spitze nicht mitgehen und musste Stroll passieren lassen, der wenige Runden später auch Magnussen überholte. Bottas überholte Leclerc und Grosjean und schloss dann auf Magnussen auf, an dem er in der 17. Runde vorbeiging. Gasly gab das Rennen an der Boxengasse mit einem technischen Defekt auf.
Vettel verbremste sich und kam kurzzeitig von der Strecke ab, sodass er eine Position an Albon verlor. Albon verkürzte dann den Rückstand auf Leclerc, der als einziger Pilot unter den ersten Zehn beim Boxenstopp auf die Soft-Mischung gewechselt hatte. In der 18. Runde überholte Albon Leclerc und war nun Siebter. Leclerc musste in der folgenden Runde auch Vettel passieren lassen, in Runde 20 wechselte er dann auf die Hard-Mischung.
An der Spitze hatte Hamilton unterdessen seinen Vorsprung auf Verstappen auf zwölf Sekunden ausgebaut, Stroll lag auf dem dritten Platz bereits 28 Sekunden hinter Hamilton. In der 29. Runde überholte Albon Grosjean und setzte sich von ihm ab. Vettel fuhr in die Box und wechselte wie sein Teamkollege zuvor auf Hard. Pérez lag nun hinter Grosjean und ging eine Runde später an ihm vorbei, gleiches gelang kurz darauf auch Ricciardo und Sainz jr. Bottas ging zum zweiten Mal in die Box und wechselte erneut auf Medium. Albon wechselte eine Runde später auf Hard, gleichzeitig meldeten die ersten Fahrer einsetzenden Regen. Dieser ließ jedoch kurz darauf wieder nach.
Stroll wechselte in der 35. Runde auf die Medium-Mischung und fiel hinter Bottas zurück, der mehrfach hintereinander die bis dahin schnellste Runde des Rennens fuhr. Verstappen wechselte auf Hard, eine Runde später Hamilton auf Medium. Hamilton führte vor Verstappen, Bottas, Stroll, Ricciardo, Sainz jr., Vettel, Albon, Magnussen und Pérez.
Bottas verkürzte in den folgenden Runden den Rückstand auf Verstappen. Ricciardo wechselte erneut auf Medium und fiel auf den neunten Platz zurück. Nachdem Bottas zunächst nicht an Verstappen vorbeikam, wechselte er ein weiteres Mal auf Hard. Da sein Vorsprung auf Stroll groß genug war, blieb er Dritter. Anschließend fuhr er mehrfach die bis dahin schnellste Runde des Rennens und holte pro Runde bis zu zwei Sekunden auf. Auch Stroll wechselte erneut auf Hard, er blieb Vierter und kam unmittelbar vor Vettel und Albon auf die Strecke zurück. Er setzte sich anschließend aber deutlich von beiden ab.
Hamilton wechselte in der 66. Runde noch einmal auf die Soft-Mischung, blieb dabei jedoch in Führung. Albon ging an nach einem erneuten Verbremser von Vettel an diesem vorbei und war nun Fünfter. Bottas schloss in der vorletzten Runde auf Verstappen auf. Er kam jedoch nicht mehr in Schlagdistanz, um einen Angriff zu starten. Hamilton erzielte in der letzten Runde noch die schnellste Runde des Rennens.
Hamilton gewann das Rennen vor Verstappen und Bottas. Es war der 86. Sieg für Hamilton in der Formel-1-Weltmeisterschaft, davon der achte beim Großen Preis von Ungarn. Die restlichen Punkteplatzierungen belegten Stroll, Albon, Vettel, Pérez, Ricciardo, Magnussen und Sainz jr. Hamilton erhielt einen weiteren Punkt, weil er die schnellste Rennrunde gefahren war und das Rennen unter den ersten Zehn beendete.
Grosjean und Magnussen erhielten nachträglich eine Zeitstrafe von zehn Sekunden, da sie vor dem Rennstart von ihren Renningenieuren angewiesen wurden, zum Reifenwechsel an die Box zu kommen. Dies stellte eine unerlaubte Fahrhilfe dar, die während der Einführungsrunde nicht erlaubt war. Beide verloren dadurch je eine Position, sodass Sainz jr. als Neunter, Magnussen als Zehnter, Räikkönen als 15. und Grosjean als 16. gewertet wurden.
In der Gesamtwertung übernahm Hamilton die Führung vor Bottas, Verstappen war neuer Dritter. In der Konstrukteurswertung lag Mercedes nun vor Red Bull und McLaren.

## Meldeliste
| Team                          | Nr. | Fahrer             | Chassis                            | Motor                              | Reifen |
| ----------------------------- | --- | ------------------ | ---------------------------------- | ---------------------------------- | ------ |
| Mercedes-AMG Petronas F1 Team | 44  | Lewis Hamilton     | Mercedes-AMG F1 W11 EQ Performance | Mercedes-AMG F1 M11 EQ Performance | P      |
| Mercedes-AMG Petronas F1 Team | 77  | Valtteri Bottas    | Mercedes-AMG F1 W11 EQ Performance | Mercedes-AMG F1 M11 EQ Performance | P      |
| Scuderia Ferrari              | 05  | Sebastian Vettel   | Ferrari SF1000                     | Ferrari 065                        | P      |
| Scuderia Ferrari              | 16  | Charles Leclerc    | Ferrari SF1000                     | Ferrari 065                        | P      |
| Aston Martin Red Bull Racing  | 33  | Max Verstappen     | Red Bull Racing RB16               | Honda RA620H                       | P      |
| Aston Martin Red Bull Racing  | 23  | Alexander Albon    | Red Bull Racing RB16               | Honda RA620H                       | P      |
| McLaren F1 Team               | 55  | Carlos Sainz jr.   | McLaren MCL35                      | Renault E-Tech 20                  | P      |
| McLaren F1 Team               | 04  | Lando Norris       | McLaren MCL35                      | Renault E-Tech 20                  | P      |
| Renault DP World F1 Team      | 03  | Daniel Ricciardo   | Renault R.S.20                     | Renault E-Tech 20                  | P      |
| Renault DP World F1 Team      | 31  | Esteban Ocon       | Renault R.S.20                     | Renault E-Tech 20                  | P      |
| Scuderia AlphaTauri Honda     | 26  | Daniil Kwjat       | AlphaTauri AT01                    | Honda RA620H                       | P      |
| Scuderia AlphaTauri Honda     | 10  | Pierre Gasly       | AlphaTauri AT01                    | Honda RA620H                       | P      |
| BWT Racing Point F1 Team      | 11  | Sergio Pérez       | Racing Point RP20                  | BWT Mercedes                       | P      |
| BWT Racing Point F1 Team      | 18  | Lance Stroll       | Racing Point RP20                  | BWT Mercedes                       | P      |
| Alfa Romeo Racing Orlen       | 07  | Kimi Räikkönen     | Alfa Romeo Racing C39              | Ferrari 065                        | P      |
| Alfa Romeo Racing Orlen       | 88  | Robert Kubica      | Alfa Romeo Racing C39              | Ferrari 065                        | P      |
| Alfa Romeo Racing Orlen       | 99  | Antonio Giovinazzi | Alfa Romeo Racing C39              | Ferrari 065                        | P      |
| Haas F1 Team                  | 08  | Romain Grosjean    | Haas VF-20                         | Ferrari 065                        | P      |
| Haas F1 Team                  | 20  | Kevin Magnussen    | Haas VF-20                         | Ferrari 065                        | P      |
| Williams Racing               | 63  | George Russell     | Williams FW43                      | Mercedes-AMG F1 M11 EQ Performance | P      |
| Williams Racing               | 06  | Nicholas Latifi    | Williams FW43                      | Mercedes-AMG F1 M11 EQ Performance | P      |

Anmerkungen
1. 1 2  Der Alfa Romeo Racing mit der Startnummer 88 wurde im ersten freien Training für Kubica eingesetzt. Räikkönen übernahm das Fahrzeug anschließend für das restliche Rennwochenende mit seiner Startnummer 7.

## Klassifikationen

### Qualifying
| Pos.                                                                      | Fahrer             | Konstrukteur              | Q1       | Q2       | Q3         | Start |
| ------------------------------------------------------------------------- | ------------------ | ------------------------- | -------- | -------- | ---------- | ----- |
| 01                                                                        | Lewis Hamilton     | Mercedes                  | 1:14,907 | 1:14,261 | 1:13,447   | 01    |
| 02                                                                        | Valtteri Bottas    | Mercedes                  | 1:15,474 | 1:14,530 | 1:13,554   | 02    |
| 03                                                                        | Lance Stroll       | Racing Point-BWT Mercedes | 1:14,895 | 1:15,176 | 1:14,377   | 03    |
| 04                                                                        | Sergio Pérez       | Racing Point-BWT Mercedes | 1:14,681 | 1:15,394 | 1:14,545   | 04    |
| 05                                                                        | Sebastian Vettel   | Ferrari                   | 1:15,455 | 1:15,131 | 1:14,774   | 05    |
| 06                                                                        | Charles Leclerc    | Ferrari                   | 1:15,793 | 1:15,006 | 1:14,817   | 06    |
| 07                                                                        | Max Verstappen     | Red Bull Racing-Honda     | 1:15,495 | 1:14,976 | 1:14,849   | 07    |
| 08                                                                        | Lando Norris       | McLaren-Renault           | 1:15,444 | 1:15,085 | 1:14,966   | 08    |
| 09                                                                        | Carlos Sainz jr.   | McLaren-Renault           | 1:15,281 | 1:15,267 | 1:15,027   | 09    |
| 10                                                                        | Pierre Gasly       | AlphaTauri-Honda          | 1:15,767 | 1:15,508 | keine Zeit | 10    |
| 11                                                                        | Daniel Ricciardo   | Renault                   | 1:15,848 | 1:15,661 | –          | 11    |
| 12                                                                        | George Russell     | Williams-Mercedes         | 1:15,585 | 1:15,698 | –          | 12    |
| 13                                                                        | Alexander Albon    | Red Bull Racing-Honda     | 1:15,722 | 1:15,715 | –          | 13    |
| 14                                                                        | Esteban Ocon       | Renault                   | 1:15,719 | 1:15,742 | –          | 13    |
| 15                                                                        | Nicholas Latifi    | Williams-Mercedes         | 1:16,105 | 1:16,544 | –          | 15    |
| 16                                                                        | Kevin Magnussen    | Haas-Ferrari              | 1:16,152 | –        | –          | 16    |
| 17                                                                        | Daniil Kwjat       | AlphaTauri-Honda          | 1:16,204 | –        | –          | 17    |
| 18                                                                        | Romain Grosjean    | Haas-Ferrari              | 1:16,407 | –        | –          | 18    |
| 19                                                                        | Antonio Giovinazzi | Alfa Romeo Racing-Ferrari | 1:16,506 | –        | –          | 19    |
| 20                                                                        | Kimi Räikkönen     | Alfa Romeo Racing-Ferrari | 1:16,614 | –        | –          | 20    |
| 107-Prozent-Zeit: 1:19,909 min (bezogen auf Q1-Bestzeit von 1:14,681 min) |                    |                           |          |          |            |       |

### Rennen
| Pos. | Fahrer             | Konstrukteur              | Runden | Stopps | Zeit        | Start | Schnellste Runde |
| ---- | ------------------ | ------------------------- | ------ | ------ | ----------- | ----- | ---------------- |
| 01   | Lewis Hamilton     | Mercedes                  | 70     | 3      | 1:36:12,473 | 01    | 1:16,627 (70.)   |
| 02   | Max Verstappen     | Red Bull Racing-Honda     | 70     | 2      | + 8,702     | 07    | 1:19,184 (60.)   |
| 03   | Valtteri Bottas    | Mercedes                  | 70     | 3      | + 9,452     | 02    | 1:17,665 (66.)   |
| 04   | Lance Stroll       | Racing Point-BWT Mercedes | 70     | 3      | + 57,579    | 03    | 1:18,973 (68.)   |
| 05   | Alexander Albon    | Red Bull Racing-Honda     | 70     | 2      | + 1:18,316  | 13    | 1:19,440 (68.)   |
| 06   | Sebastian Vettel   | Ferrari                   | 69     | 2      | + 1 Runde   | 05    | 1:20,363 (49.)   |
| 07   | Sergio Pérez       | Racing Point-BWT Mercedes | 69     | 2      | + 1 Runde   | 04    | 1:20,090 (39.)   |
| 08   | Daniel Ricciardo   | Renault                   | 69     | 2      | + 1 Runde   | 11    | 1:19,532 (46.)   |
| 09   | Carlos Sainz jr.   | McLaren-Renault           | 69     | 2      | + 1 Runde   | 09    | 1:19,457 (67.)   |
| 10   | Kevin Magnussen    | Haas-Ferrari              | 69     | 1      | + 1 Runde   | 16    | 1:20,477 (68.)   |
| 11   | Charles Leclerc    | Ferrari                   | 69     | 2      | + 1 Runde   | 06    | 1:20,821 (64.)   |
| 12   | Daniil Kwjat       | AlphaTauri-Honda          | 69     | 2      | + 1 Runde   | 17    | 1:20,946 (51.)   |
| 13   | Lando Norris       | McLaren-Renault           | 69     | 2      | + 1 Runde   | 08    | 1:19,945 (42.)   |
| 14   | Esteban Ocon       | Renault                   | 69     | 2      | + 1 Runde   | 14    | 1:20,261 (40.)   |
| 15   | Kimi Räikkönen     | Alfa Romeo Racing-Ferrari | 69     | 2      | + 1 Runde   | 20    | 1:20,232 (61.)   |
| 16   | Romain Grosjean    | Haas-Ferrari              | 69     | 1      | + 1 Runde   | 18    | 1:20,889 (67.)   |
| 17   | Antonio Giovinazzi | Alfa Romeo Racing-Ferrari | 69     | 3      | + 1 Runde   | 19    | 1:20,096 (44.)   |
| 18   | George Russell     | Williams-Mercedes         | 69     | 3      | + 1 Runde   | 12    | 1:19,984 (67.)   |
| 19   | Nicholas Latifi    | Williams-Mercedes         | 65     | 5      | + 5 Runden  | 15    | 1:21,198 (64.)   |
| –    | Pierre Gasly       | AlphaTauri-Honda          | 15     | 1      | DNF         | 10    | 1:23,939 (10.)   |

Anmerkungen
1. ↑  Magnussen erhielt nachträglich eine Zeitstrafe von zehn Sekunden für das Benutzen unerlaubter Fahrhilfen in der Einführungsrunde.
2. ↑  Grosjean erhielt nachträglich eine Zeitstrafe von zehn Sekunden für das Benutzen unerlaubter Fahrhilfen in der Einführungsrunde.

## WM-Stände nach dem Rennen
Die ersten zehn des Rennens bekamen 25, 18, 15, 12, 10, 8, 6, 4, 2 bzw. 1 Punkt(e). Zusätzlich gab es einen Punkt für die schnellste Rennrunde, da der Fahrer unter den ersten zehn landete.

### Fahrerwertung
| Pos. | Fahrer           | Konstrukteur              | Punkte |
| ---- | ---------------- | ------------------------- | ------ |
| 01   | Lewis Hamilton   | Mercedes                  | 63     |
| 02   | Valtteri Bottas  | Mercedes                  | 58     |
| 03   | Max Verstappen   | Red Bull Racing-Honda     | 33     |
| 04   | Lando Norris     | McLaren-Renault           | 26     |
| 05   | Alexander Albon  | Red Bull Racing-Honda     | 22     |
| 06   | Sergio Pérez     | Racing Point-BWT Mercedes | 22     |
| 07   | Charles Leclerc  | Ferrari                   | 18     |
| 08   | Lance Stroll     | Racing Point-BWT Mercedes | 18     |
| 09   | Carlos Sainz jr. | McLaren-Renault           | 15     |
| 10   | Sebastian Vettel | Ferrari                   | 9      |

| Pos. | Fahrer             | Konstrukteur              | Punkte |
| ---- | ------------------ | ------------------------- | ------ |
| 11   | Daniel Ricciardo   | Renault                   | 8      |
| 12   | Pierre Gasly       | AlphaTauri-Honda          | 6      |
| 13   | Esteban Ocon       | Renault                   | 4      |
| 14   | Antonio Giovinazzi | Alfa Romeo Racing-Ferrari | 2      |
| 15   | Daniil Kwjat       | AlphaTauri-Honda          | 1      |
| 16   | Kevin Magnussen    | Haas-Ferrari              | 1      |
| 17   | Kimi Räikkönen     | Alfa Romeo Racing-Ferrari | 0      |
| 18   | Nicholas Latifi    | Williams-Mercedes         | 0      |
| 19   | Romain Grosjean    | Haas-Ferrari              | 0      |
| 20   | George Russell     | Williams-Mercedes         | 0      |

### Konstrukteurswertung
| Pos. | Konstrukteur              | Punkte |
| ---- | ------------------------- | ------ |
| 1    | Mercedes                  | 121    |
| 2    | Red Bull Racing-Honda     | 55     |
| 3    | McLaren-Renault           | 41     |
| 4    | Racing Point-BWT Mercedes | 40     |
| 5    | Ferrari                   | 27     |

| Pos. | Konstrukteur              | Punkte |
| ---- | ------------------------- | ------ |
| 06   | Renault                   | 12     |
| 07   | AlphaTauri-Honda          | 7      |
| 08   | Alfa Romeo Racing-Ferrari | 2      |
| 09   | Haas-Ferrari              | 1      |
| 10   | Williams-Mercedes         | 0      |